# Nieuw-Nederlandse aster
De Nieuw-Nederlandse aster (Symphyotrichum novi-belgii, synoniem: Aster novi-belgii) is een vaste plant uit de composietenfamilie (Asteraceae). 
De plant is afkomstig uit het noordoosten van Noord-Amerika, waar ze in de staten Connecticut, Maine, Maryland, Massachusetts, New Hampshire, New Jersey, New York, Pennsylvania, Rhode Island, South Carolina, Vermont en West Virginia voorkomt. Delen van dit gebied stonden in de 17e eeuw bekend als Nieuw-Nederland, waar de plant haar naam aan ontleent. Ze komt in Noordwest-Europa onder andere voor in Groot-Brittannië en is verwilderd in Nederland. Het aantal chromosomen is 2n = 48 
De plant wordt 60–120 cm hoog en heeft een lange wortelstok. De rechtopstaande, behaarde stengels zijn vaak roodachtig. De groene, ovale tot ovaal-lancetvormige of lancetvormige, zittende bladeren zijn 17–60 mm lang en 6–11 mm breed. De bladeren aan de bloemdragende zijtakken zijn ongeveer even groot als de bovenste stengelbladeren.
De tweeslachtige, blauwviolette of paarse, zelden roze of witte bloemen bloeien van augustus tot oktober en zijn 2,5–3 cm groot. De bloeiwijze is pluimvormig. Onder het bloemhoofdje zitten 1-3 lancetvormige of eivormige schutbladen. Het omwindsel is klokvormig en heeft drie of vier rijen langwerpige/lancetvormige tot lijnvormige omwindselbladen. De buitenste omwindselbladen zijn iets korter dan of even lang als de binnenste omwindselbladen. Het hoofdje heeft 15-35 lintbloemen en 28-68 buisbloemen. De bestuiving vindt plaats door honingbijen, vliegen, kevers en Lepidoptera-soorten (motten en vlinders).
De vrucht is een geelbruin tot bruin, omgekeerd eirond, 2–4 mm lang nootje met vier tot zes ribben. De 4–6 mm lange pappus is vuilgrijs tot geelachtig.

## Verspreiding
De plant groeit op vochtige plaatsen, maar stelt geen hoge eisen aan zuurgaad of dichtheid. Voedselrijkheid is niet strikt noodzakelijk maar op voedselarme grond doet de plant het niet goed. Een zonnige plaats, hooguit halfschaduw, is iets waar de plant de voorkeur aan geeft.

## Tuin
Deze plant is behoorlijk veelvormig en er zijn dan ook verschillende cultivars ontwikkeld. De soort kruist gemakkelijk met andere soorten uit hetzelfde geslacht.
Men zaait het zaad in het voorjaar, na het in de winter een aantal weken op een koele plaats bewaard te hebben. Meestal ontkiemt het zaad na twee weken bij een temperatuur van 20 °C. De planten kunnen na enige tijd verspeend en uitgeplant worden.
De plant bloeit in de herfst, maar is niet geschikt om als snijbloem gebruikt te worden. Na enkele jaren kan het raadzaam zijn dikke groepjes te splitsen of uit te dunnen.
Enkele van de cultivars, zijn:
- Symphyotrichum novi-belgii 'Blue Danube'
- Symphyotrichum novi-belgii 'Jenny'
- Symphyotrichum novi-belgii 'Leuchtfeuer'
- Symphyotrichum novi-belgii 'Patricia Ballard'
- Symphyotrichum novi-belgii 'Royal Ruby' (robijnrode bloemen)
- Symphyotrichum  novi-belgii 'White Ladies'

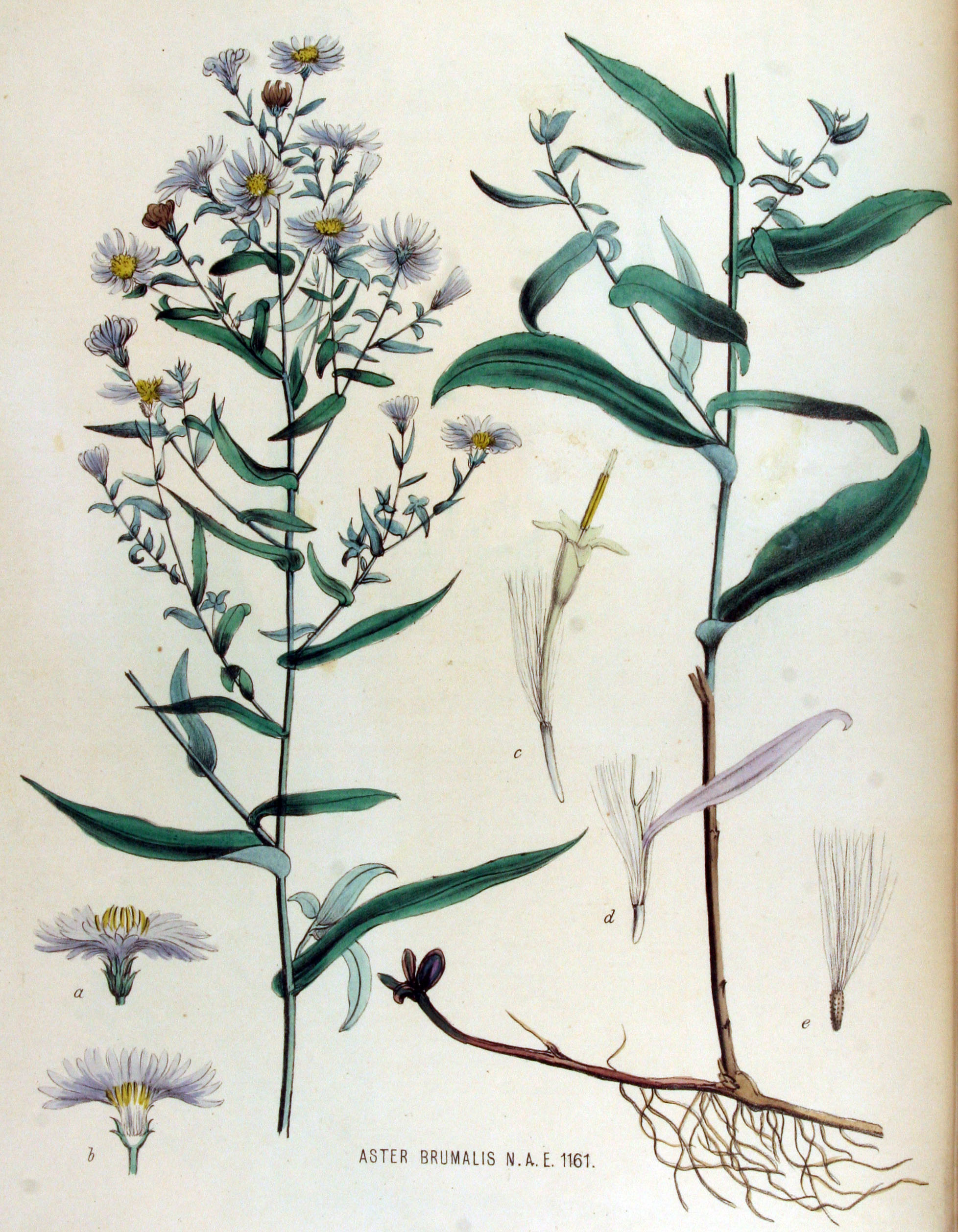
Illustratie uit Flora Batava
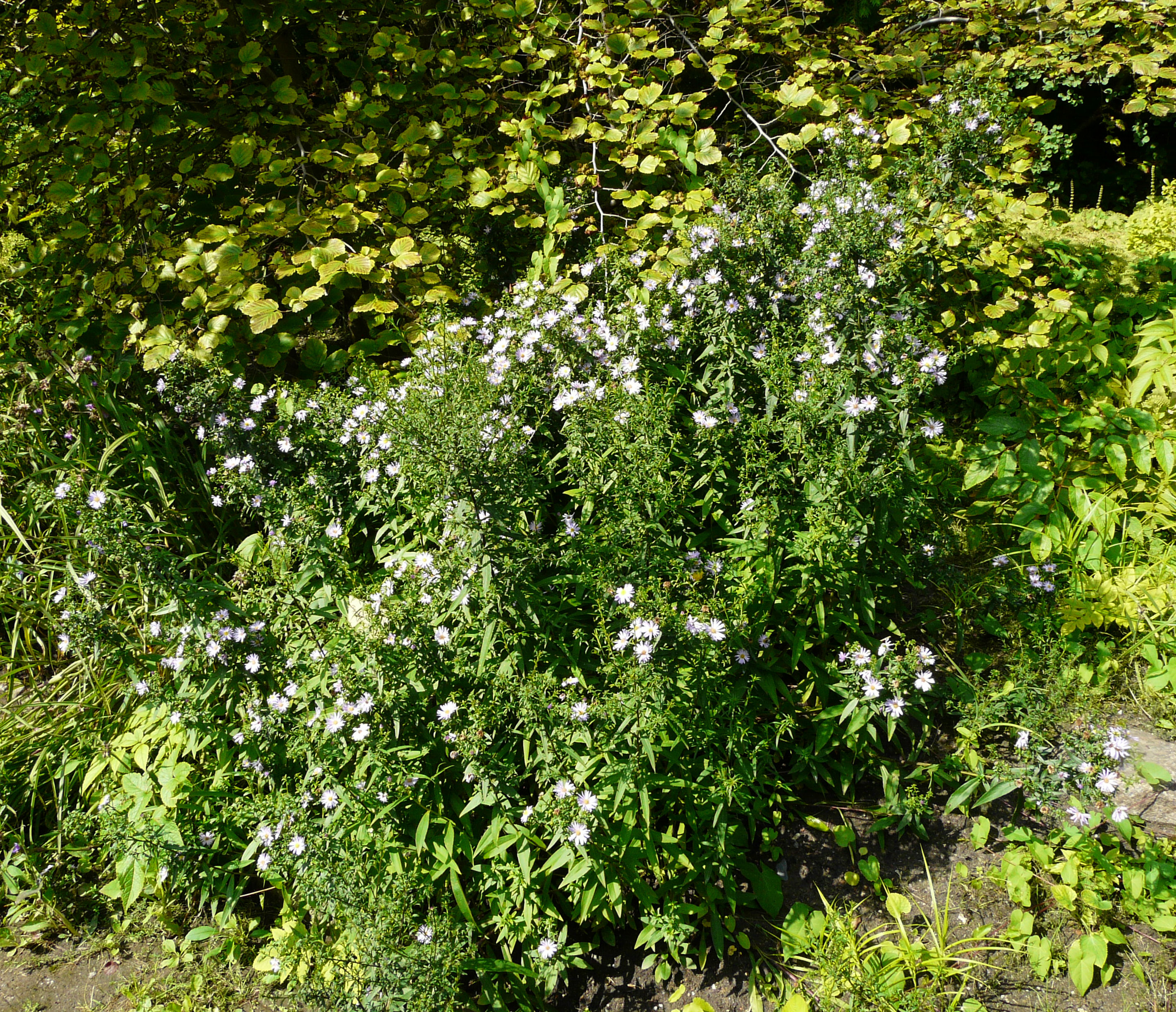
Planten
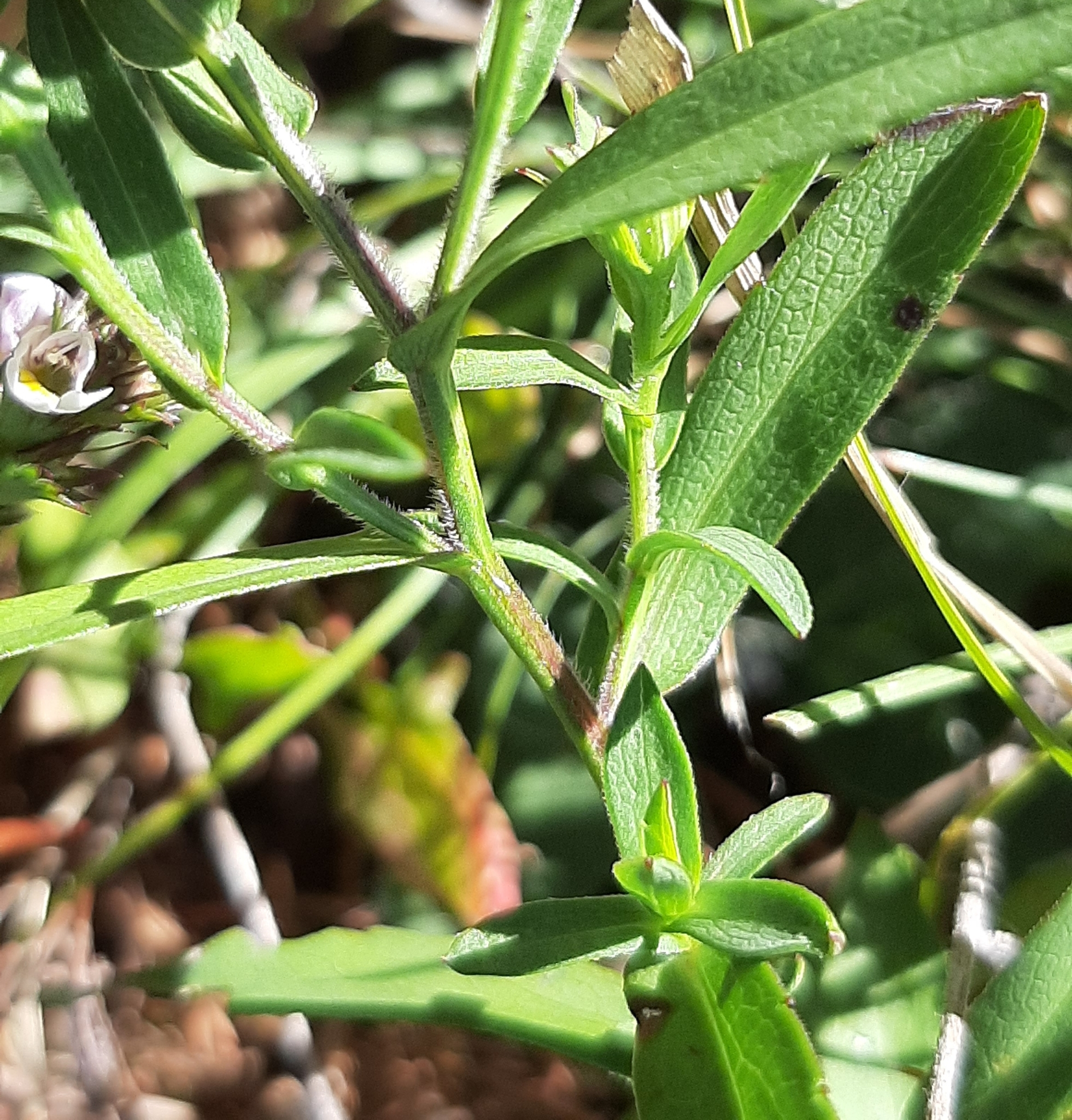
Stengel
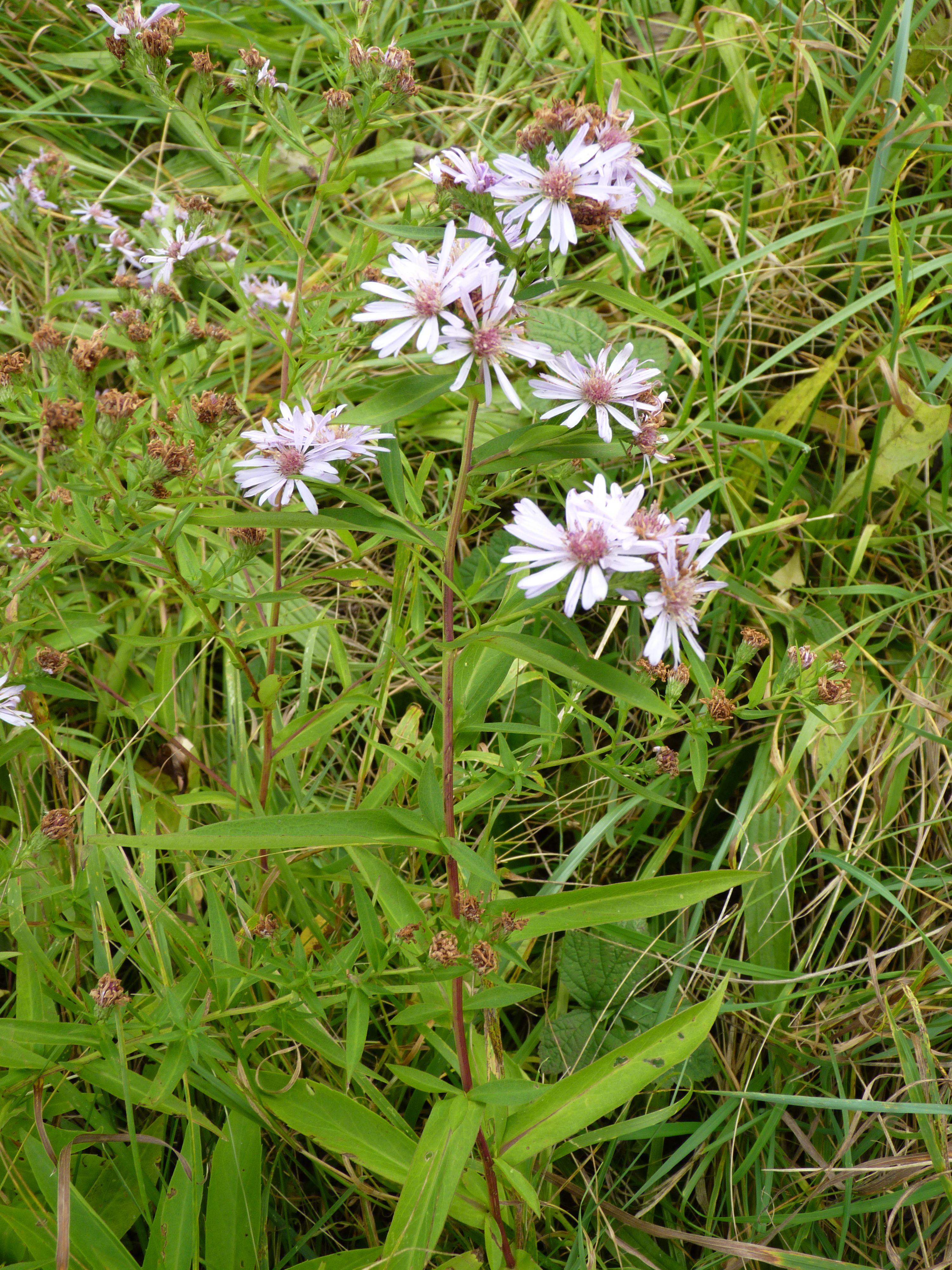
Blad
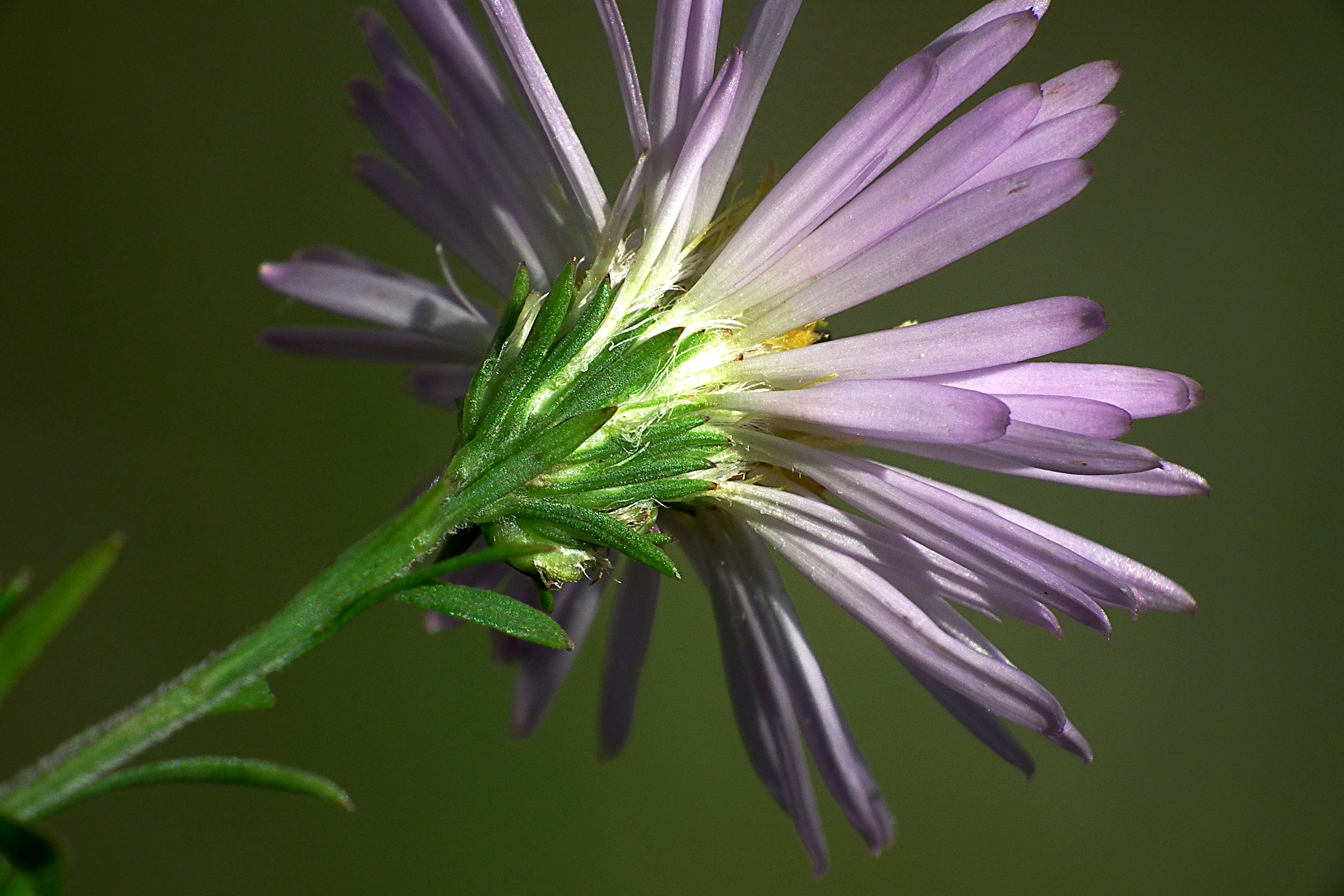
Omwindsel
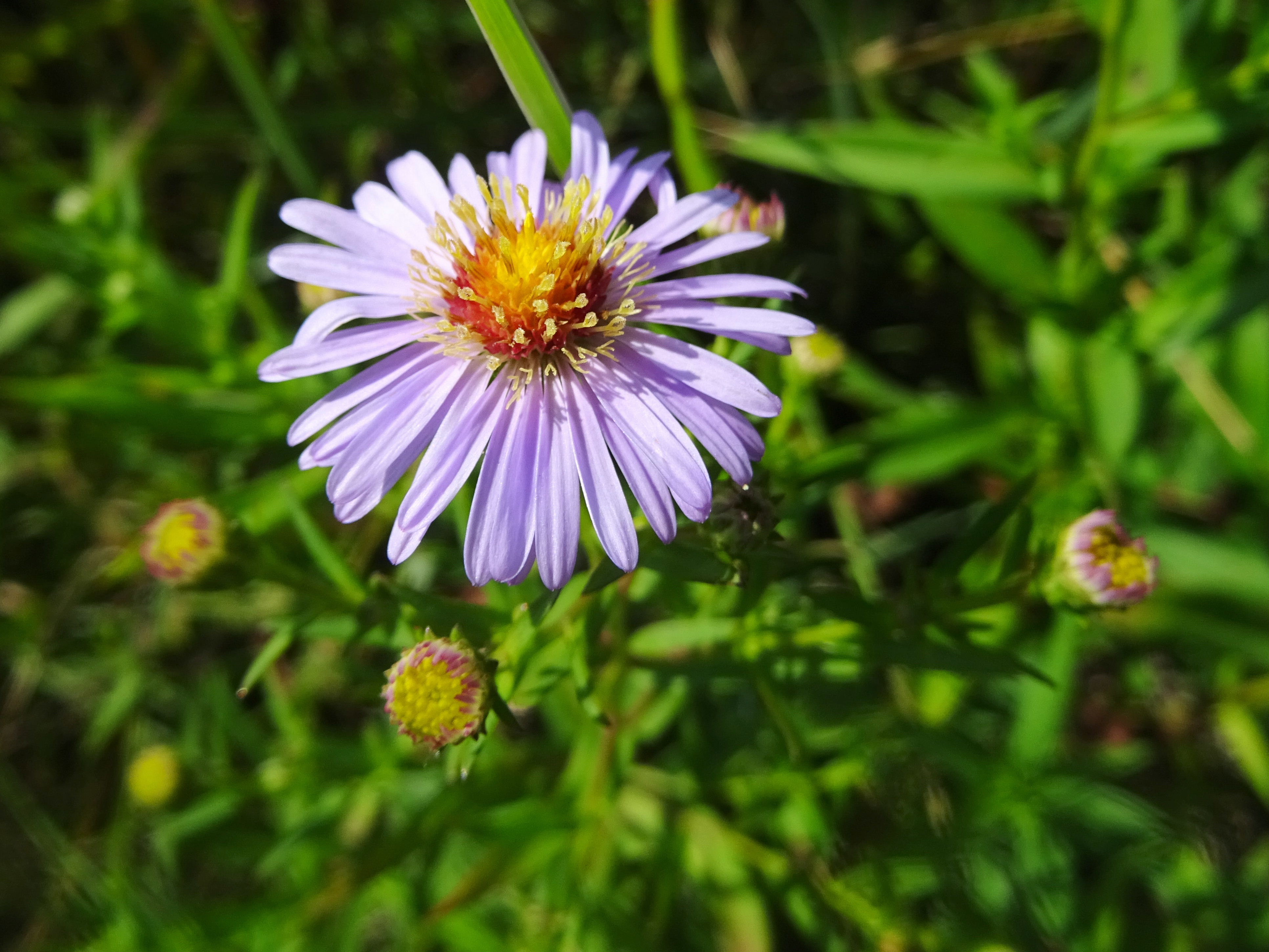
Stempels
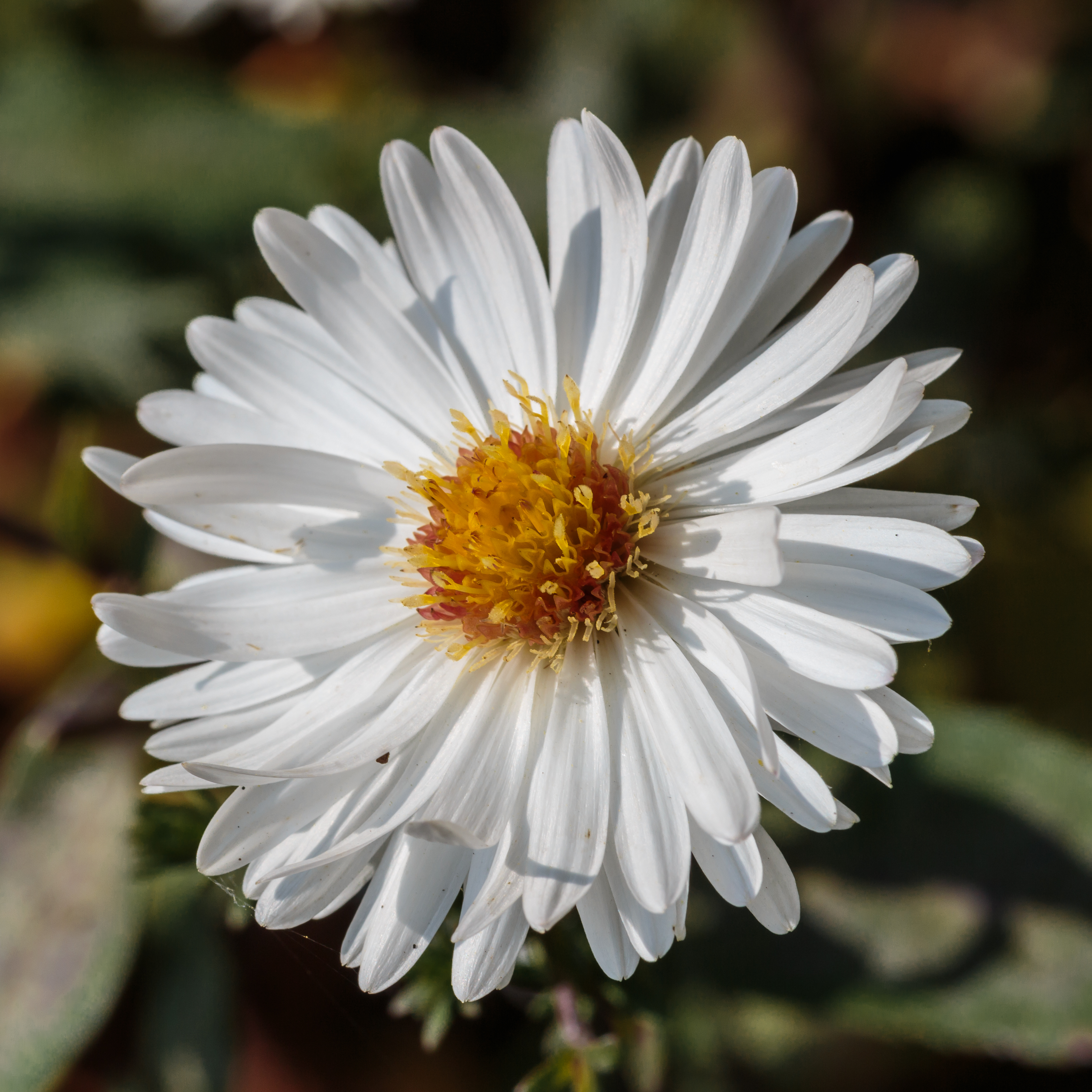
Cultivar 'White Ladies'
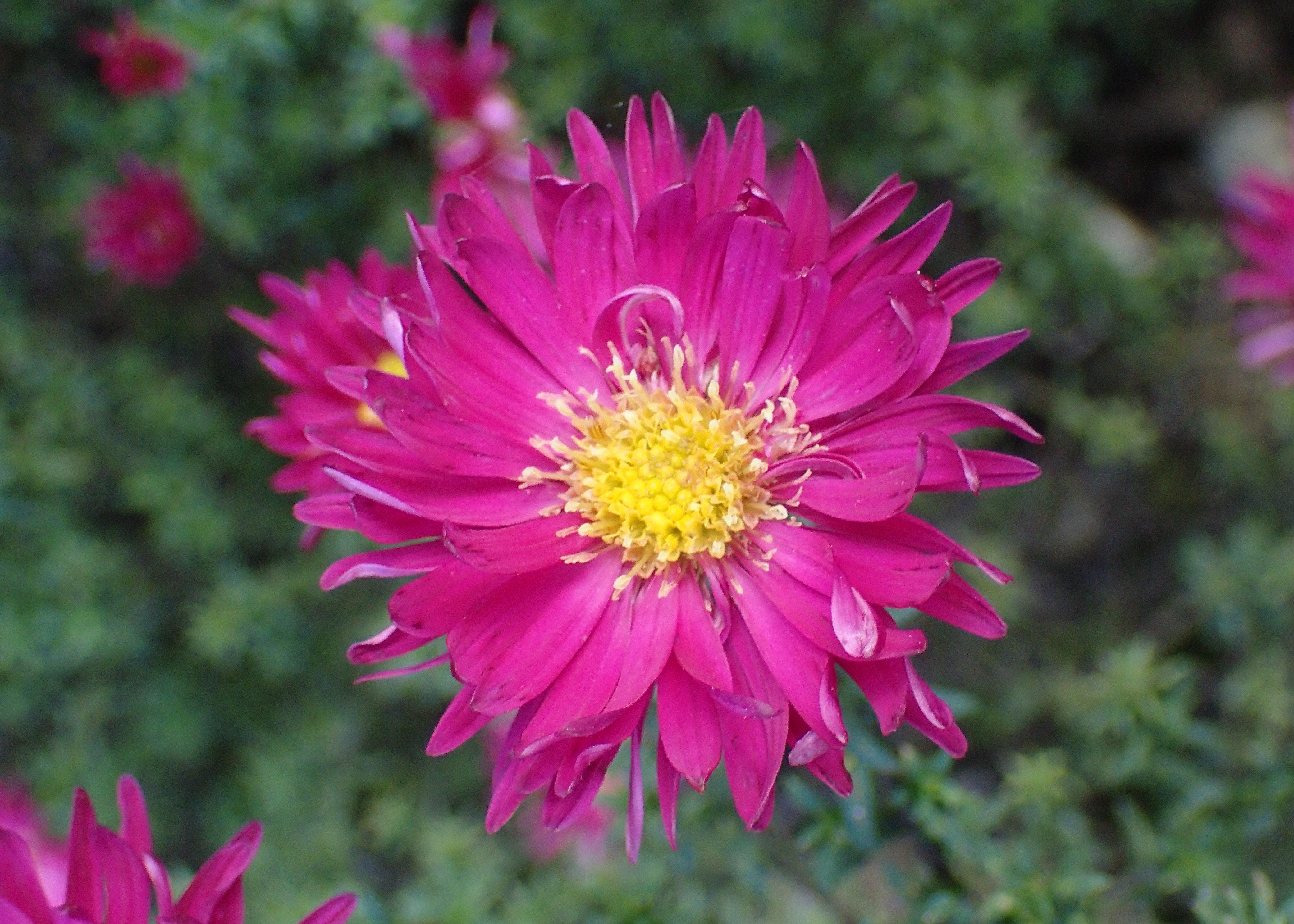
Cultivar 'Winston Churchill'